# Заманский, Владимир Петрович
Владимир Петрович Заманский (род. 6 февраля 1926, Кременчуг, Украинская ССР, СССР) — советский и российский актёр театра и кино, участник Великой Отечественной войны. Народный артист РСФСР (1989).

## Биография
Родился 6 февраля 1926 года в Кременчуге. Предполагаемый отец — Пётр Иванович Батрак, полтавский крестьянин. Мать — Голда Исаевна Заманская, была швеёй, еврейка. Отец оставил семью до рождения ребёнка, а в 1941 году, когда во время Великой Отечественной войны в город вошли немцы, остался и без матери, которая погибла. Его приютила сестра матери, Клара Исаевна, вместе с которой Заманский уехал в эвакуацию в Узбекистан. Там учился в техникуме связи. Сменил имя, когда крестился. Обманув комиссию и прибавив себе возраст, добровольцем ушёл в 1944 году на фронт. В июне 1944 года он стал радистом 1223-го самоходно-артиллерийского полка, входившего в 29-й танковый корпус 5-й гвардейской танковой армии, участвовал в наступлении 3-го Белорусского фронта под Оршей. Полк воевал на ленд-лизных самоходных артиллерийских установках М10. В ходе боёв машина Заманского была подбита и загорелась. Несмотря на тяжёлое ранение в голову, Заманский спас из горящей самоходки раненого командира. 2 февраля 1945 года самоходка Заманского уничтожила в бою 50 немецких солдат, подбила вражеский танк Т-IV, две повозки с боеприпасами, после чего экипаж машины захватил и удерживал важный перекрёсток дорог. В составе 1223-го полка прослужил до конца войны (с небольшим перерывом по ранению). После войны в составе Северной группы войск продолжил службу в рядах Советской армии.
В 1950 году за участие в избиении заместителя командира взвода был осуждён Военным трибуналом на девять лет лагерей по статье 193-Б Уголовного кодекса РСФСР. В числе других заключённых работал на стройках Харькова, строил Московский университет. За высотные, опасные для жизни работы срок был сокращён. Был освобождён в 1954 году.
Игорь Кваша сказал:
Говорят, что лагерь человека ломает, развращает, делает хуже. А сидел Заманский с настоящими уголовниками. Но Владика после всех его бед и в студии МХАТ, и в «Современнике» звали не иначе, как гуманистом. Он был и остался замечательным и нравственным человеком.
В 1958 году окончил Школу-студию МХАТ (курс Георгия Герасимова). В 1958—1966 годах — актёр московского театра «Современник», в 1972—1980 — Театра-студии киноактёра, далее работал по договорам.
В кино начал сниматься с 1959 года. Снялся более чем в 70 фильмах. Его первая роль — Андрей Петряну в киноповести Михаила Калика «Колыбельная». В 1960 году он снялся в дипломной работе Андрея Тарковского «Каток и скрипка». В фильме «Солярис» того же режиссёра Заманский озвучил главного героя Донатаса Баниониса.
Главную по собственному мнению роль — Александра Лазарева, который в начале Великой Отечественной войны попал в плен к немцам, стал коллаборационистом, а затем перешёл на сторону партизан — Заманский сыграл в военной драме Алексея Германа «Проверка на дорогах». За эту роль в 1988 году был удостоен Государственной премии СССР, а через год ему было присвоено звание народного артиста РСФСР.
В 1998 году бросил театр и кино, переехал в Муром, где и живёт до сих пор, занимаясь домашним хозяйством. Читает духовное святоотеческое наследие, в том числе на радио «Радонеж».[значимость факта?]
Женат с 1962 года на актрисе Наталье Климовой (род. 1938).

## Творчество

### Роли в театре

#### Московский театр «Современник»
- 1961 — «Четвёртый» К. Симонова — штурман
- 1962 — «Пятая колонна» по Э. Хемингуэю — Антонио

#### Московский театр имени М. Н. Ермоловой
- 1995 — «Бедность не порок» А. Н. Островского — Любим Торцов

## Фильмография
- 1959 — Колыбельная — Андрей Петряну
- 1960 — Каток и скрипка — Сергей, дорожный рабочий
- 1961 — В трудный час — Парфентьев, политрук
- 1961 — Любушка — Николай Пеньков, председатель сельсовета
- 1962 — На семи ветрах — Владимир Васильев, ротный командир
- 1962 — Грешница — председатель колхоза
- 1963 — Трое суток после бессмертия — капитан-лейтенант
- 1963 — Сотрудник ЧК — Григорий Смагин, бандит-анархист
- 1963 — Пока жив человек — Павел Широков
- 1965 — Строится мост — Александр Перов, парторг строительства
- 1966 — Не самый удачный день — Митя Степанов
- 1966 — Человек без паспорта — Александр Рябич
- 1966 — Прощай — новый комдив
- 1967 — Первороссияне — Василий
- 1967 — Исход — чекист Прохоров
- 1968 — Случай из следственной практики — Семён Сухарев
- 1968 — Карантин — врач Сергей Анисимович Махов
- 1969 — Ищите и найдёте — Сергей
- 1969 — Освобождение — Батов
- 1969 — Проводы белых ночей — режиссёр в театре
- 1969 — Смерть Вазир-Мухтара — Мальцев, секретарь Грибоедова
- 1970 — Миссия в Кабуле — Алексей Репин, военсоветник
- 1970 — Бег — товарищ Баев
- 1971 — Антрацит — Журба, парторг шахты
- 1971 — Инспектор уголовного розыска — рецидивист «Крот»
- 1971 — Проверка на дорогах — Александр Лазарев
- 1972 — Точка, точка, запятая… — отец Жени Каретниковой
- 1972 — На углу Арбата и улицы Бубулинас — Влад
- 1973 — Право на прыжок — бывший тренер Виктора Мотыля
- 1973 — Здесь наш дом — Алексей Чешков
- 1974 — Вылет задерживается — разведчик Сергей Бакченин
- 1974 — Небо со мной — Дмитрий Грибов
- 1974 — Земляки — секретарь райкома КПСС
- 1974 — Кыш и Двапортфеля — завуч Пал Палыч
- 1974 — День приёма по личным вопросам — Олег Пальмин
- 1975 — Фронт без флангов — Николай Сергеевич
- 1975 — Победитель — Сергей Венедиктович, полковник, белогвардеец
- 1975 — Воздухоплаватель — Лев Мациевич
- 1975 — Единственная… — Григорий Валерьянович Татаринцев, директор автобазы
- 1975 — Рассказ о простой вещи — Микола Емельчук
- 1976 — Два капитана — доктор Иван Иванович Павлов
- 1977 — Трясина — военком
- 1977 — Вечный зов — Фёдор Нечаев
- 1977 — Длинное, длинное дело… — Фёдор Гаврилович, зампрокурора
- 1977 — Вторая попытка Виктора Крохина — Станислав Александрович
- 1978 — Пыль под солнцем — эсер Шитов
- 1978 — Чужая — Алексей Путятин
- 1978 — В зоне особого внимания — полковник, командир полка «Южных»
- 1978 — Однокашники — Ершов
- 1979 — Семейный круг — Медведев
- 1979 — Цыган — Привалов
- 1979 — Аллегро с огнём — Иванков
- 1980 — Люди в океане — доктор Краснов
- 1980 — Мелодия на два голоса — Николай Павлович
- 1980 — Не стреляйте в белых лебедей — Михаил Матвеевич, турист
- 1980 — Каникулы Кроша — отчим Кости
- 1980 — Последний побег — сотрудник спецшколы
- 1980 — Крах операции «Террор» — полковник Саульский
- 1980 — Кто заплатит за удачу? — комиссар на катере
- 1982 — Грибной дождь — Михал Михалыч
- 1983 — Берег — Зыкин
- 1983 — Хозяйка детского дома — Матвей Семенович
- 1983 — День командира дивизии — командир полка Засмолин
- 1984 — Снег в июле — Возников
- 1985 — Поживём — увидим — Яков Степанович
- 1986 — Размах крыльев — Геннадий Иванович Васильков, штурман
- 1986 — Миф — Егор
- 1986 — Там, где нас нет — Александр Михайлович
- 1987 — Скорбное бесчувствие — Мадзини
- 1987 — Завтра была война — Люберецкий
- 1988 — Гражданин убегающий — Павел
- 1988 — Дни затмения — Снеговой
- 1988 — Корабль — Лёня
- 1989 — Закон — маршал Григорьев
- 1991 — Сто дней до приказа — незнакомец
- 1997 — Ботанический сад — Пётр Николаевич

### Документальное кино
- 2004 — Земное и Небесное — ведущий 3-й серии «Монашество»

### Озвучивание и дублирование фильмов
- 1972 — Солярис — Крис Кельвин (роль Донатаса Баниониса)
- 1976 — Жизнь и смерть Фердинанда Люса — Фердинанд Люс, режиссёр (роль Донатаса Баниониса)
- 1978 — Особых примет нет — Аркадий Гартинг (роль Донатаса Баниониса)
- 1979 — Сталкер — собеседник Профессора по телефону
- 1981 — Ожидание полковника Шалыгина — Георгий Валерианович (роль Виктора Плюта)
- 1983 — Иона, или Художник за работой (короткометражка) — гость хозяина (роль Витаутаса Паукште)

## Награды и звания
- Орден Александра Невского (10 сентября 2021 года) — за большой вклад в развитие отечественной культуры и искусства, многолетнюю плодотворную деятельность[6].
- Орден Почёта (20 июля 2009 года) — за заслуги в развитии отечественной культуры и искусства, многолетнюю плодотворную деятельность[7].
- Орден Отечественной войны II степени (6 апреля 1985 года)[8][9].
- Медаль «За отвагу» (1945 год)[10].
- Заслуженный артист РСФСР (28 марта 1974 года) — за заслуги в области советского киноискусства[11].
- Народный артист РСФСР (31 января 1989 года) — за заслуги в развитии советского киноискусства[12].
- Государственная премия СССР (1988) — за художественный фильм «Проверка на дорогах» (1971) производства киностудии «Ленфильм».
- Почётный гражданин Мурома (2013).